# Afrixalus osorioi
Afrixalus osorioi е вид земноводно от семейство Hyperoliidae. Видът е незастрашен от изчезване.

## Разпространение
Разпространен е в Ангола, Демократична република Конго, Кения и Уганда.

## Описание
Популацията на вида е нарастваща.